# Enicospilus diro
Enicospilus diro là một loài tò vò trong họ Ichneumonidae.